# Chelsea Football Club Women
El Chelsea Football Club Women (previamente Chelsea Ladies Football Club) es un club de fútbol femenino inglés con sede en Londres. Juega en la Women's Super League, máxima categoría del fútbol femenino en Inglaterra.  Disputa la mayoría de sus partidos de local en el estadio Kingsmeadow y, en ocasiones especiales, en Stamford Bridge.
Desde 2004, está afiliado al Chelsea masculino de la Premier League. Del 2005 al 2010, el equipo fue miembro de la FA Women's Premier League National Division, habiendo ascendido a esta categoría como campeonas de la Southern Division en la temporada 2004-05.
Desde entonces se ha consolidado como uno de los equipos femeninos ingleses más exitosos, al ganar ocho títulos de la Women's Super League (además de la FA WSL Spring Series). Completan su palmarés en primera división con cinco Women's FA Cup, tres FA Women's League Cup y una Women's FA Community Shield. En la temporada 2020-21 fueron finalistas de la Liga de Campeones Femenina de la UEFA.

## Historia

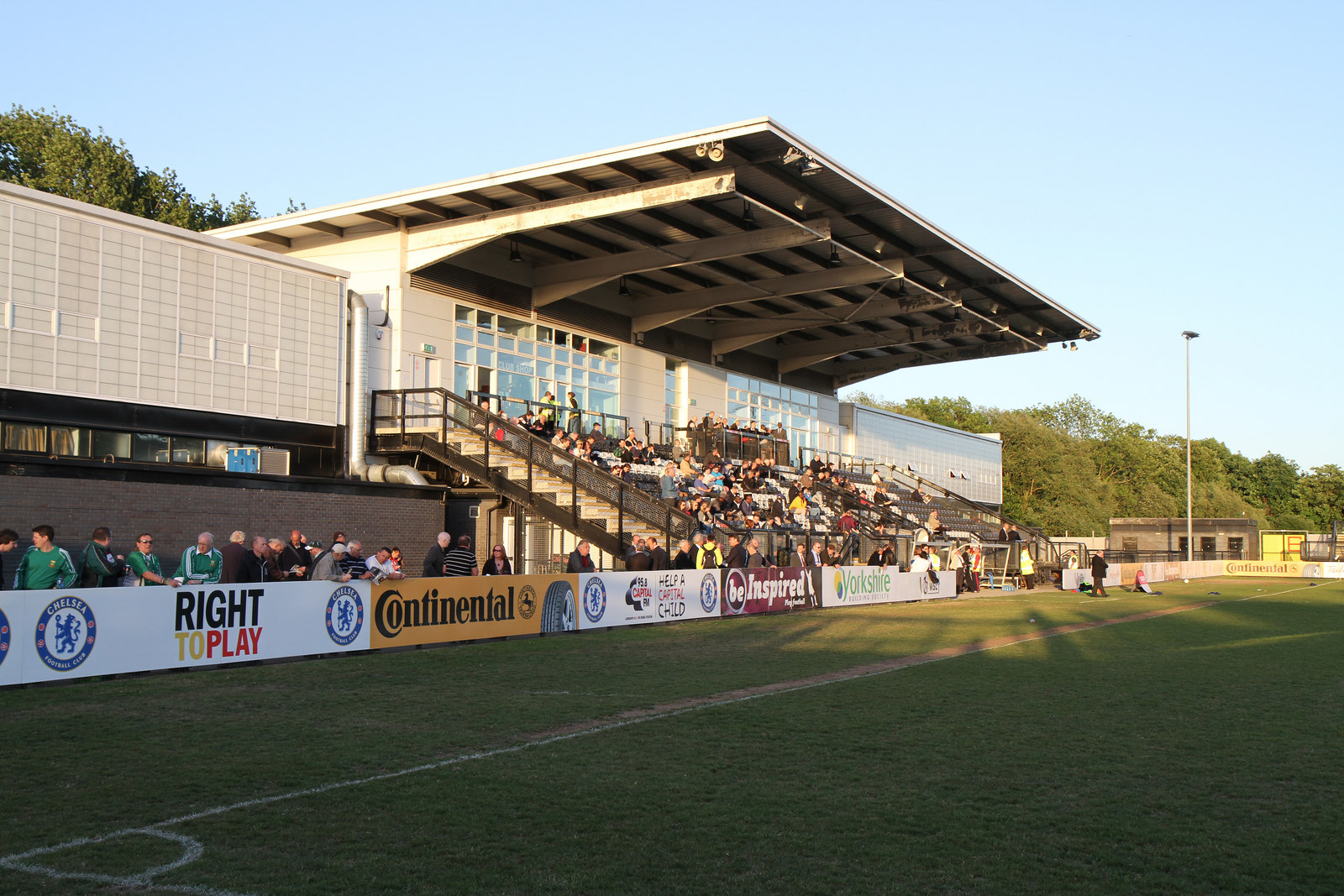
El Imperial Fields, uno de los recintos donde el equipo jugó sus partidos como local.

En junio de 2004, las jugadoras del Chelsea pidieron que los encargados del fútbol en la comunidad del Chelsea Football Club tomaran las riendas del equipo femenil y lo financiaran. Gracias a ello, ascendieron a la National Division como campeonas de la Southern Division en la temporada 2004-05. 
Después de comenzar la temporada 2005-06 con solamente un punto conseguido en 6 partidos, el entrenador George Michealas fue despedido en septiembre de 2005 luego de 4 años en el cargo. El equipo terminó en el fondo de la tabla esa temporada bajo el mandato de Shaun Gore, pero tuvieron la oportunidad de disputar un play-off ante las subcampeonas de la Northern Division, el Liverpool Ladies, derrotándolas por 4-1 en el marcador global y permaneciendo en la máxima categoría.
Después de terminar en el octavo puesto en la temporada 2006-07, Gore logró la contratación de las jugadoras Siobhan Chamberlain, Casey Stoney y Eniola Aluko. Así mismo, la campeona del mundo en 1999, Lorrie Fair, considerada como una de las mejores centrocampistas en el fútbol femenil, fue contratada por el Chelsea en enero de 2008, ayudando a que el equipo finalizara la temporada 2007-08 en la quinta posición.
Chelsea contrató como entrenador del equipo a Steve Jones en la temporada 2008-09, quien antes había sido entrenador del equipo de reservas femenil del Arsenal Ladies. Sus conexiones con el equipo femenino del Arsenal fueron fundamentales para que el Chelsea pudiera contratar a Lianne Sanderson y a Anita Asante el 2 de julio de 2008, así como también a la veterana Mary Phillip. Debido a que Sanderson, Asante y Phillip abandonaron el Arsenal, el aquel entonces entrenador del Arsenal, Vic Akers, criticó a sus exjugadoras y las calificó como irrespetuosas.
Un mes después de haber comenzado la temporada, Mary Phillip se retiró. Además, Eniola Aluko y Anita Asante dejaron al club para irse a la Women's Professional Soccer de Estados Unidos en marzo de 2009, mientras que Lorrie Fair se perdió toda la campaña debido a una lesión de ligamentos cruzados en mayo de 2008. Además, Jones renunció como entrenador del equipo en enero de 2009, dejando a Casey Stoney como jugadora-entrenadora. El Chelsea finalizó esa temporada en la tercera posición, solo por detrás del Arsenal Ladies y del Everton Ladies. 
Por recomendación de Casey Stoney, Matt Beard se convirtió en el nuevo entrenador en la temporada 2009-10. Los recortes a los fondos del club femenil fueron compensados con la ayuda financiera de John Terry y otros jugadores del Chelsea FC. Un nuevo golpe llegó al equipo cuando Lianne Sanderson dejó al club para irse a la Women's Professional Soccer en la temporada 2010.
El club es también uno de los 8 equipos que forman parte de la recién creada FA Women's Super League, la cual fue fundada en marzo de 2010 y entró en vigor un año después.

## Jugadoras

### Altas y bajas 2025-26
| Altas           | Altas         | Altas                          | Altas    | Altas |
| Jugadora        | Posición      | Procedencia                    | Tipo     | Costo |
| --------------- | ------------- | ------------------------------ | -------- | ----- |
| Mara Alber      | Mediocampista | TSG 1899 Hoffenheim (femenino) | Traspaso | €-    |
| Livia Peng      | Portera       | Werder Bremen                  | Traspaso | €-    |
| Ellie Carpenter | Defensa       | OL Lyonnes                     | Traspaso | €-    |

## Historial en la Liga de Campeones
| Bajas           | Bajas         | Bajas       | Bajas    | Bajas |
| Jugadora        | Posición      | Procedencia | Tipo     | Costo |
| --------------- | ------------- | ----------- | -------- | ----- |
| Zećira Mušović  | Portera       | Malmö FF    | Libre    | €0    |
| Sophie Ingle    | Defensa       | [[]]        | Libre    | €0    |
| Ashley Lawrence | Mediocampista | OL Lyonnes  | Traspaso | €-    |

| Temporada | Ronda                  | Club                | Casa              | Fuera             | Resultado         |
| --------- | ---------------------- | ------------------- | ----------------- | ----------------- | ----------------- |
| 2015–16   | Dieciseisavos de final | Glasgow City        | 1–0 1             | 3–0               | 4–0               |
| 2015–16   | Octavos de final       | VfL Wolfsburgo      | 1–2 1             | 0–2               | 1–4               |
| 2016–17   | Dieciseisavos de final | VfL Wolfsburgo      | 0–3 1             | 1–1               | 1–4               |
| 2017–18   | Dieciseisavos de final | Bayern de Múnich    | 1–0 1             | 1–2               | 2–2               |
| 2017–18   | Octavos de final       | Rosengård           | 3–0 1             | 1–0               | 4–0               |
| 2017–18   | Cuartos de final       | Montpellier         | 3–1               | 2–0 1             | 5–1               |
| 2017–18   | Semifinal              | VfL Wolfsburgo      | 1–3 1             | 0–2               | 1–5               |
| 2018–19   | Dieciseisavos de final | SFK Sarajevo 2000   | 6–0               | 5–01              | 11–0              |
| 2018–19   | Octavos de final       | Fiorentina          | 1–01              | 6–0               | 7–0               |
| 2018–19   | Cuartos de final       | Paris Saint-Germain | 2–0 1             | 1–2               | 3–2               |
| 2018–19   | Semifinal              | Olympique de Lyon   | 1–1               | 1–21              | 2–3               |
| 2020-21   | Dieciseisavos de final | Benfica             | 3–0               | 5–0 1             | 8–0               |
| 2020-21   | Octavos de final       | Atlético de Madrid  | 2–0 1             | 1–1               | 3–1               |
| 2020-21   | Cuartos de final       | VfL Wolfsburgo      | 2–1 1             | 3–0               | 5–1               |
| 2020-21   | Semifinal              | Bayern de Múnich    | 4–1               | 1–2 1             | 5–3               |
| 2020-21   | Final                  | Barcelona           | 0–4 ( Gotemburgo) | 0–4 ( Gotemburgo) | 0–4 ( Gotemburgo) |
| 2021-22   | Fase de grupos         | VfL Wolfsburgo      | 3–3 1             | 0–4               | 3–7               |
| 2021-22   | Fase de grupos         | Juventus            | 0–0               | 2–1 1             | 2–1               |
| 2021-22   | Fase de grupos         | Servette            | 1–0               | 7–0 1             | 8–0               |
| 2022-23   | Fase de grupos         | Paris Saint-Germain | 3–0               | 1–0 1             | 4–0               |
| 2022-23   | Fase de grupos         | Vllaznia            | 8–0 1             | 4–0               | 12–0              |
| 2022-23   | Fase de grupos         | Real Madrid         | 1–1               | 2–0 1             | 3–1               |
| 2022-23   | Cuartos de final       | Olympique de Lyon   | 1–2               | 1–0 1             | 2–2 (4-3 p)       |
| 2022-23   | Semifinal              | Barcelona           | 0–1 1             | 1–1               | 1–2               |

1 Partidos de ida.

## Palmarés
| Competición nacional                | Títulos (29)                                                                     | Subcampeonatos (9)         |
| ----------------------------------- | -------------------------------------------------------------------------------- | -------------------------- |
| Women's Super League (8/2)          | 2015, 2017-18, 2019-20, 2020-21, 2021-22, 2022-23, 2023-24, 2024-25.             | 2014, 2016.                |
| FA WSL Spring Series (1/0)          | 2017.                                                                            |                            |
| Women's National League South (1/0) | 2004-05.                                                                         |                            |
| Women's FA Cup (6/2)                | 2014-15, 2017-18, 2020-21, 2021-22, 2022-23, 2024-25.                            | 2011-12, 2015-16.          |
| FA Women's League Cup (3/3)         | 2019-20, 2020-21, 2024-25.                                                       | 2021-22, 2022-23, 2023-24. |
| Women's FA Community Shield (1/0)   | 2020.                                                                            |                            |
| Surrey County Cup (9/2)             | 2002-03, 2003-04, 2005-06, 2006-07, 2007-08, 2008-09, 2009-10, 2011-12, 2012-13. | 2004-05, 2010-11.          |

| Competición internacional | Títulos (0) | Subcampeonatos (1) |
| ------------------------- | ----------- | ------------------ |
| Liga de Campeones (0/1)   |             | 2020-21.           |